# Walk like an Egyptian
Walk like an Egyptian è il terzo singolo del gruppo musicale femminile The Bangles  estratto dal loro secondo album Different Light, pubblicato nel 1986 dalla Columbia.

## Il brano
Il singolo fu un notevole successo in tutto il mondo, ed è a tutt'oggi uno dei brani più rappresentativi della carriera del gruppo.
Il titolo del brano fa riferimento all'immagine stereotipata degli antichi egizi nella cultura popolare, visti sempre di profilo e con le braccia piegate ad angolo retto (così come sono dipinti nelle rappresentazioni pittoriche e scolpiti nei bassorilievi dell'epoca).
Le tre strofe della canzone sono cantate in sequenza prima dalla leader del gruppo e chitarra solista Vicki Peterson, poi dalla bassista Michael Steele e, dopo l'assolo di chitarra di Vicki, dalla cantante del gruppo e chitarrista ritmica Susanna Hoffs. La batterista Debbi Peterson si unisce ai cori.

## Video
Nel video, diretto da Gary Weis, gli abitanti di una moderna metropoli camminano "all'egizia": dai pulitori di finestre ai pompieri fino agli yuppie e, grazie a delle animazioni, Lady Diana, Muʿammar Gheddafi e addirittura la Statua della Libertà.

## Tracce

### Edizione 1985
7" single
1. Walk like an Egyptian - 3:21
2. Angels Don't Fall in Love - 3:21

12" maxi
1. Walk like an Egyptian (extended dance mix) - 5:48
2. Walk like an Egyptian (dub mix) - 5:17
3. Walk like an Egyptian (a capella mix) - 2:47

### Edizione 1986
7" single
1. Walk like an Egyptian (3:21)
2. Not Like You (3:05)

12" maxi
1. Walk like an Egyptian (extended dance mix) - 5:48
2. Walk like an Egyptian (dub mix) - 5:17
3. Walk like an Egyptian (a cappella mix) - 2:47
4. Angels Don't Fall in Love - 3:21

## Formazione
Hanno partecipacito alle registrazioni secondo le note dell'album:
The Bangles
- Susanna Hoffs – voce, chitarra, cori
- Vicki Peterson – voce, chitarra, cori
- Michael Steele – voce, basso, chitarra, cori
- Debbi Peterson – voce, batteria, percussioni, cori

Tecnici
- David Kahne – produttore
- Tchad Blake – ingegnere del suono
- Peggy McLeonard – ingegnere del suono
- Dave Glover – assistente ingegnere del suono
- Mike Kloster – assistente ingegnere del suono
- David Leonard – missaggio

## Classifiche

### Classifiche settimanali
| Classifica (1986/87) | Posizione massima |
| -------------------- | ----------------- |
| Australia            | 1                 |
| Austria              | 6                 |
| Belgio (Fiandre)     | 1                 |
| Canada               | 1                 |
| Francia              | 15                |
| Germania             | 1                 |
| Irlanda              | 2                 |
| Italia               | 5                 |
| Nuova Zelanda        | 2                 |
| Paesi Bassi          | 1                 |
| Regno Unito          | 3                 |
| Spagna               | 1                 |
| Stati Uniti          | 1                 |
| Sudafrica            | 1                 |
| Svizzera             | 8                 |

### Classifiche di fine anno
| Classifica (1986) | Posizione |
| ----------------- | --------- |
| Regno Unito       | 23        |
| Classifica (1987) | Posizione |
| Australia         | 7         |
| Canada            | 25        |
| Germania          | 28        |
| Italia            | 36        |
| Spagna            | 7         |
| Stati Uniti       | 1         |
| Sudafrica         | 8         |

## Cover
In seguito numerosi artisti hanno eseguito una cover di Walk like an Egyptian, fra cui i Deep Forest per la colonna sonora del film Asterix e Obelix - Missione Cleopatra, i Rockapella, Laura Pausini, le Puppini Sisters, le Girlband, le L5, Getter Jaani, KT Tunstall e gli italiani Fratelli Sberlicchio in una versione punk e Linea 77 in una versione heavy metal. Ironicamente, anche il cantante egiziano Hakim ha registrato una cover del brano.